# Petr Kůsa
Petr Kůsa (* 5. března 1964, Plzeň) je český rockový hudebník, bývalý hráč na bicí nástroje, zpěvák, hudební skladatel, dramaturg, moderátor, scenárista, hudební producent, autor a režisér pořadů TV Rockparáda, Rock Music CZ a autor rockového projektu Fajn Rock Music,

## Životopis
Petr Kůsa vystudoval Střední průmyslovou školu ve Volyni v oboru truhlář. Této činnosti se však po maturitě věnoval jen velmi krátce.
Od devíti let navštěvoval základní uměleckou školu, kde se věnoval hře na piano. V té době také velmi sportoval - jezdectví, tenis, fotbal, nohejbal, hokej.
V roce 1980 začal hrát na bicí nástroje a za bicími i zpívat. V roce 1982 založil v Žihli svoji první rockovou skupinu s vlastní tvorbou pod názvem Korpus, se kterou se zúčastnil tehdejších prestižních celostátních rockových soutěží - BEAT SALON, ROCKOVÁ VYSOČINA, ROCKFEST PRAHA. V tomto období natočil i svůj první rozhlasový rozhovor do pořadu „Větrník“ (ČRo Vltava).
V roce 1985 odešel do Prahy, kde založil skupinu Koma- (art-rock-pop), se kterou odehrál na začátku devadesátých let i několik koncertů v západní Evropě (Belgie, Francie, Lucembursko, Německo, Holandsko). V letech 1988–1992 natočila skupina několik videoklipů v produkci České televize do pořadů Televizní klub mladých, Česká hitparáda, To znám atd. V roce 1991 vydává Koma CD s názvem Lidé bez tváří. V roce 1992 se tato kapela rozpadla a její činnost se již nikdy nepodařila obnovit.
Od roku 1993 hrál na bicí a zpíval ve skupinách, The Fastbirds, Mercedes Band, Black Rain, Shure, Panna, J.Joplin & J.Hendrix Tribute, Pavla Kapitanová Band a Ina Hany Bany - Ina Urbanová.
Dále byl občasným hostem jako bubeník Smokie revival Praha. Za celou svojí hudební kariéru odehrál přes 1700 koncertů.

## Mediální činnost
- od roku 1997 vydáno 13 kompilačních CD Fajn Rock Music - určená pouze na podporu českých rockových skupin s vlastní tvorbou
- v 90. letech televizní občasník FAJN ROCK MUSIC na ČT v rámci pořadu „Na plný pecky“
- od 5/1993 - rádiový pořad ROCK MUSIC CZ - 15.5.2023 - natočen 1000.díl - archiv - 20 let vývoje české rockové scény
- od 1/2008 - zahájeno vysílání Rádio Fajn Rock Music
- od 8/2008 - zahájení vysílání první české rockové televizní hitparády pod názvem TV Rockparáda - od 10/2013 televize V1, od 5/2020 televize ÓČKO STAR
- od 5/2012 - zahájení vysílání první české rockové televize Fajnrock TV (zde autor, programový ředitel a 40% majitel) - díky tehdejším společníkům ve Fajn Rock Media s.r.o. již tato TV neexistuje

## Hudební činnost
- režie hudebních video klipů např. skupin Mercedes Band, Window atd.
- studiová hudební a zvuková režie - např. CD „Album“ Jana.Kalouska atd. - převážně rockové tituly
- zvukař - TV live přenosy (skupiny ve „Snídani s Novou“)  + live koncerty, festivaly
- od 2020 dvorní zvukař skupiny Motorband
- producent Hair Company Prague – koncertně-divadelní verze muzikálu Vlasy

## Další činnosti
- 2004 – produkční – „Snídaně s Novou“ – TV Nova
- 2006 – 2008 – hudební dramaturg rádií Hey Brno a Ostrava